# لیاز
در زیست‌شیمی یک لیاز (Lyase) آنزیمی است که شکستن پیوندهای شیمیایی مختلف را از راه‌هایی جز آبکافت و اکسیداسیون کاتالیز می‌کند و اغلب باعث ایجاد یک پیوند دوگانه جدید یا یک ساختمان حلقوی می‌شود.
برای مثال آنزیم آدنیلات سیکلاز که تجزیه آدنوزین تری فسفات را به آدنوزین مونو فسفات حلقوی و دو فسفات کاتالیز می‌کند یک لیاز است.
ATP → cAMP + PPi

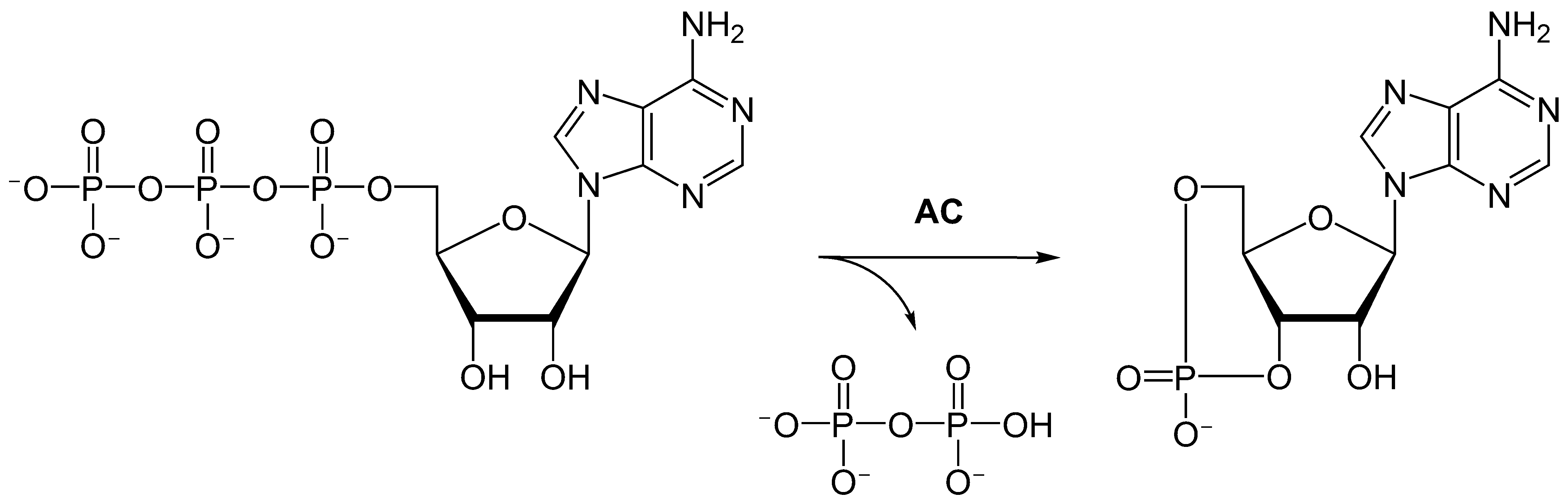
Adenylate Cyclase catalyzes the conversion of ATP to 3',5'-cyclic AMP

از دیگر لیازها می‌توان کربونیک آنهینتباز، آلدولاز، دکربوکسیلاز و دهیدراتاز را نام برد.